# 肯尼亞古猿
肯尼亚古猿（Kenyapithecus）是路易士·利基（Louis Leakey）於1961年在肯亞特南堡發現的猿化石。化石包括了上頜骨及牙齒，可以追溯至1400萬年前。
有指肯尼亞古猿可能是所有類人猿的共同祖先。另外，亦有研究認為肯尼亞古猿是較類人猿原始，且比原康修爾猿近期的動物。
威克肯尼亞古猿是其中一種向非洲以外擴展的猿。

## 形態
肯尼亞古猿的牙齒較為現代，故路易士·利基認為牠是最早的人類祖先。
肯尼亞古猿擁有像現存僧面猴亞科吃果實及堅果的牙齒。牠的肢骨亦適合指背行走的半陸上運動。這可見人類演化的過程中，曾經歷了指背行走。
肯尼亞古猿有很多獨特的特徵，如其犬齒很像現今的猿。

## 外部連結
- Primate Genus Sheds Light On Great Ape And Human Origins （页面存档备份，存于）ScienceDaily
- Monte McCrossin
- Hominid Evolution Survey
- A RIOT OF APES IN THE MIOCENE
- http://64.233.167.104/search?q=cache:VnLGT_wKX8gJ:rcp.missouri.edu/carolward/pdfs/quotezimmer.doc+Kenyapithecus+wickeri&hl=en [永久]
- Mikko's Phylogeny archive